# Chamaecrista venturiana
Chamaecrista venturiana är en ärtväxtart som beskrevs av Howard Samuel Irwin och Rupert Charles Barneby. Chamaecrista venturiana ingår i släktet Chamaecrista och familjen ärtväxter. Inga underarter finns listade i Catalogue of Life.